# Gouvernement Iatseniouk II
Pour les articles homonymes, voir Gouvernement Iatseniouk.
Ukraine
Iatseniouk I Hroïsman
Le gouvernement Iatseniouk II (en ukrainien : Другий уряд Арсенія Яценюка) est le gouvernement ukrainien du 2 décembre 2014 au 14 avril 2016.

## Coalition et historique

### Formation
Dirigé par le Premier ministre libéral-conservateur Arseni Iatseniouk, ce gouvernement est constitué et soutenu par une coalition gouvernementale entre le Bloc Petro Porochenko « Solidarité » , le Front populaire (NF), Samopomitch, le Parti radical d'Oleh Liachko (RP) et l'Union panukrainienne « Patrie » (VOB). Ensemble, ils disposent de 288 députés sur 416, soit environ 69 % des sièges du Conseil suprême. Il bénéficie en outre de l'appui sans participation d'autres formations qui totalisent une soixantaine de sièges.
Trois ministres sont étrangers au moment de leur désignation: la ministre des Finances, Natalie Jaresko est américaine d'origine ukrainienne, le ministre de l'Économie, Aivaras Abromavičius est lituanien, et le ministre de la Santé, Aleksander Kvitachvili est géorgien, et ils seront naturalisés en urgence par la suite.

### Dissolution
Durant sa mandature, le gouvernement est pointé du doigt par ses alliés étrangers pour son absence de volonté et son incapacité à lutter contre la corruption.
Le 3 février 2016, le ministre de l'Économie Aivaras Abromavičius présente sa démission.
Le 16 février 2016, le président Petro Porochenko demande à Iatseniouk de démissionner.
Au soir du même jour, la mention de censure est rejetée, obtenant 194 voix sur les 226 requis et l'Union panukrainienne « Patrie » se retire à son tour de la coalition au pouvoir. Le 18 février 2016, la coalition gouvernementale se rompt après le retrait de Samopomitch. Le Premier ministre Iatseniouk a un mois pour trouver une nouvelle coalition pour éviter une dissolution et de nouvelles élections.
En mars 2016, un projet de coalition entre le Front populaire, Solidarité et Patrie est annoncé.
Le 10 avril 2016, Iatseniouk annonce lors d’une déclaration télévisée enregistrée sa démission, alors qu'il est en difficulté depuis plusieurs semaines avec la coalition gouvernementale qui le soutenait. Le 12 avril 2016, la séance parlementaire censée approuver sa démission et former le nouveau gouvernement est ajournée au 13 avril. Ce jour-là, la candidature de Volodymyr Hroïsman est approuvée par la Rada. Celui-ci devient Premier ministre dès le lendemain.

## Composition
| Fonction | Titulaire                 | Titulaire                                                 | Parti       |
| --- | ------------------------- | --------------------------------------------------------- | ----------- |
| Premier ministre |                           | Arseni Iatseniouk                                         | NF          |
| Vice-Premier ministre chargé du Logement Ministre du Développement régional, des Travaux publics et des Affaires communales |                           | Hennady Zoubko                                            | BPP         |
| Vice-Premier ministre chargé de la Politique humanitaire Ministre de la Culture                                             |                           | Viatcheslav Kyrylenko                                     | NF          |
| Vice-Premier ministre, chargé des Infrastructures                                                                           |                           | Valeri Vorstchevsky (jusqu'au 17/09/2015),                | RP          |
| Ministre de l'Intérieur |                           | Arsen Avakov                                              | NF          |
| Ministre des Affaires étrangères                                                                                            |                           | Pavlo Klimkine                                            | Sans        |
| Ministre des Finances |                           | Natalie Jaresko                                           | BPP         |
| Ministre de la Défense |                           | Stepan Poltorak                                           | Sans        |
| Ministre de la Politique sociale                                                                                            |                           | Pavlo Rozenko                                             | BPP         |
| Ministre de la Justice |                           | Pavlo Petrenko                                            | NF          |
| Ministre de la Santé |                           | Aleksander Kvitachvili                                    | BPP         |
| Ministre de l'Éducation et de la Science                                                                                    |                           | Serhi Kvit                                                | BPP         |
| Ministre de l'Économie et du Commerce                                                                                       |                           | Aivaras Abromavičius                                      | BPP         |
| Ministre du Pétrole et de l'Énergie                                                                                         |                           | Volodymyr Demtchychyne                                    | BPP         |
| Ministre des Infrastructures                                                                                                |                           | Andri Pyvovarski                                          | BPP         |
| Ministre de la Politique de l'information                                                                                   |                           | Iouriy Stets                                              | BPP         |
| Ministre de la Politique agricole et de l'Alimentation                                                                      |                           | Oleksi Pavlenko                                           | Samopomitch |
| Ministre de l'Écologie et des Ressources naturelles                                                                         |                           | Ihor Chevtchenko (destitué le 02/07/2015 par la Rada)     | VOB         |
| Ministre de l'Écologie et des Ressources naturelles                                                                         |                           | Serhi Kourykine (provisoire, du 12/08/2015 au 05/02/2016) | Sans        |
| Ministre de l'Écologie et des Ressources naturelles                                                                         | Anna Vronsky (provisoire) |                                                           | Sans        |
| Ministre de la Jeunesse et des Sports                                                                                       |                           | Ihor Jdanov                                               | VOB         |
| Ministre, secrétaire général du gouvernement                                                                                |                           | Hanna Onystchenko                                         | NF          |